# کتارا (دهکده فرهنگی)

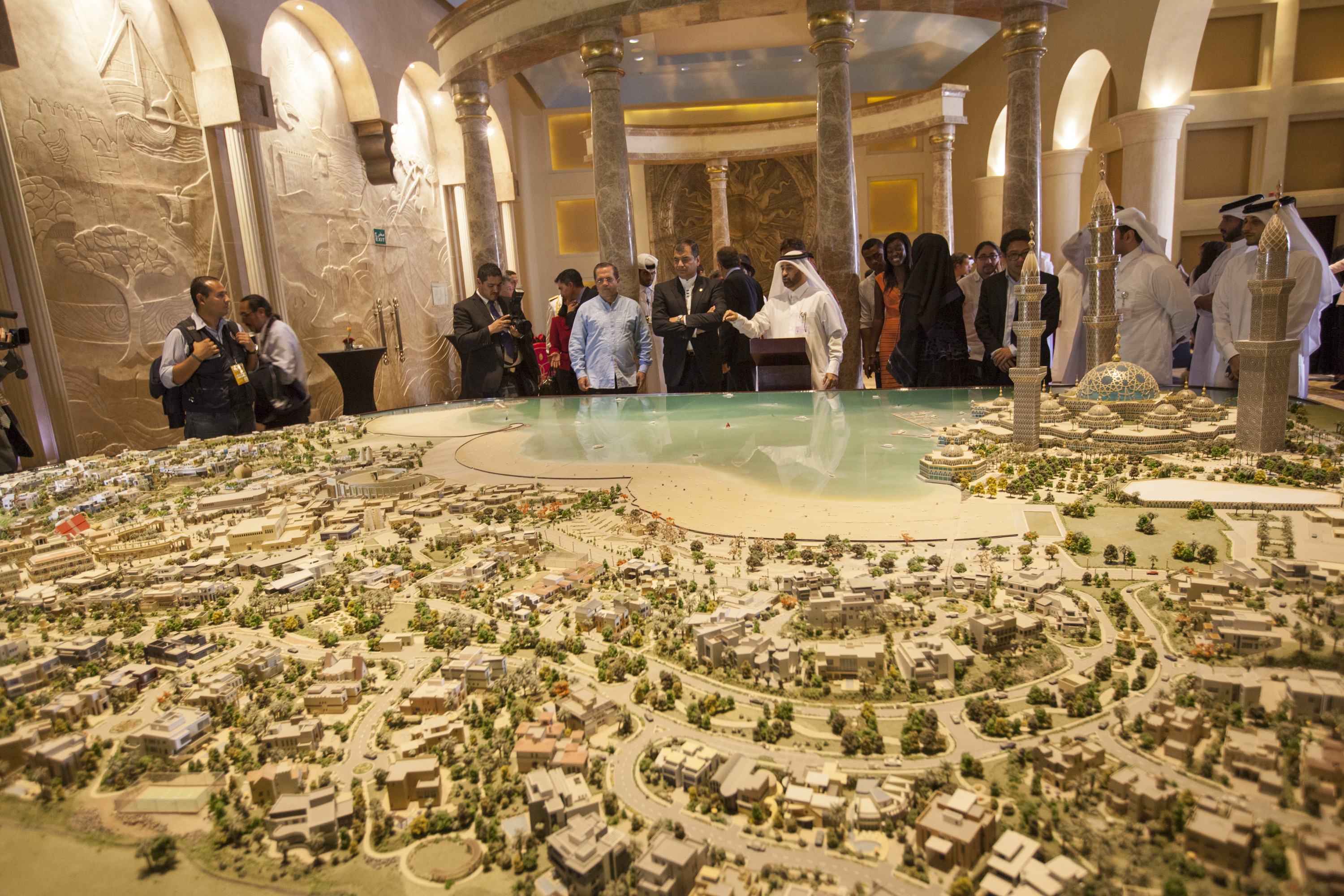
یک ماکت از کتارا

کَتارا (انگلیسی: Katara) یک دهکدهٔ فرهنگی در دوحه، قطر است. این دهکده در سواحل شرقی خلیج غربی و مروارید قطر واقع شده‌است.
دهکدهٔ فرهنگی کتارا در اکتبر ۲۰۱۰ و در طول جشنوارۀ فیلم دوحه تریبکا (DTFF) به‌صورت اولیه افتتاج شد و از آن زمان تاکنون میزبان این جشنواره بوده‌است.

## ریشه‌شناسی
«کتارا» یک نام تاریخی بود که تا پیش از سدهٔ هجدهم میلادی برای اشاره به کشور قطر کاربرد داشت.کلادیوس بطلمیوس، جغرافی‌دان یونان باستان، در سال ۱۵۰ میلادی و در میانه‌های سدهٔ دوم پس از میلاد در اطلس تاریخی اسلام از کشور قطر با نام کتارا یاد کرده‌است.

## اطلاعات اجمالی
دفتر بسیاری از سازمان‌های قطری همچون انجمن مهندسان قطری، انجمن هنرهای زیبای قطر، مرکز هنرهای تجسمی، انجمن عکاسی قطر، فرهنگسرای کودک، انجمن تئاتر و آکادمی موسیقی قطر در کتارا قرار دارد. گالری کیوام‌ای یک محل هنری در دهکدهٔ کتارا است که تحت مدیریت ادارۀ موزه‌های قطر قرار دارد. ساختمان‌ها و مجموعه‌هایی که در کتارا قرار دارند عمداً به‌گونه‌ای مرتب شده‌اند که بازتاب‌دهندهٔ میراث فرهنگی و معماری کشور باشند.

## پروژه‌های توسعه
جادهٔ خلیج دوحه (که با نام گذرگاه شرق نیز شناخته می‌شود) گذرگاهی است با طولی بین ۶۰۰ تا ۱٬۳۰۰ متر که فرودگاه بین‌المللی حمد را به منطقهٔ کتارا متصل می‌کند و اعلام شده که ساخت آن تا سال ۲۰۲۱ به پایان خواهد رسید.
پروژه‌ای به وسعت ۳۸٬۰۰۰ کیلومتر مربع (۳٬۸۰۰٬۰۰۰ هکتار) با نام «کتارا پلازا» در آوریل ۲۰۱۵ رونمایی شد. این پروژه شامل چندین فروشگاه خرده‌فروشی خواهد بود.

## امکانات

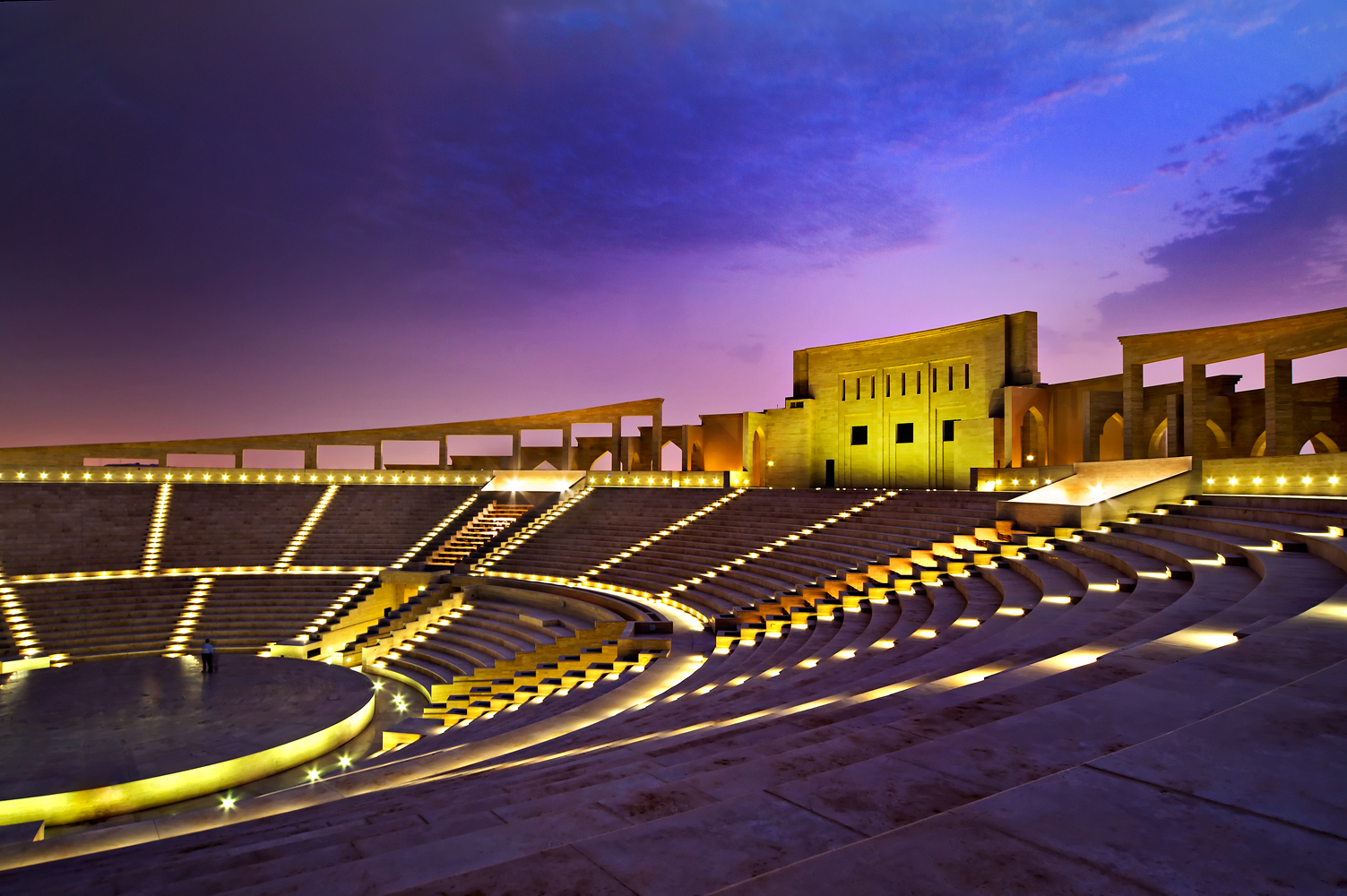
تماشاخانهٔ کتارا

کتارا دارای یک تماشاخانۀ روباز، یک تالار اپرا، یک سینمای چندمنظوره، یک تالار کنفرانس چندمنظوره، ساحل، و یک سوق  (نوعی بازار در کشورهای خاورمیانه و برخی کشورهای آفریقا) است. موزه‌ای جهت به نمایش گذاشتن میراث دریایی قطر نیز در نوامبر ۲۰۱۵ در این دهکده افتتاح شد. این دهکدهٔ فرهنگی میزبان تالار مزایدهٔ الباحی نیز هست.

## رویدادها

### سیاحت فتح‌الخیر
«سیاحت فتح‌الخیر» یک سفر دریایی است که توسط مدیریت کتارا و به جهت ترویج میراث دریایی قطر ترتیب داده شده‌است. نخستین سفر دریایی در ۲۲ نوامبر تا ۱۸ دسامبر ۲۰۱۳ در خلیج فارس انجام شد. دومین سفر دریایی نیز در ۶ اکتبر ۲۰۱۵ آغاز شد. کشتی در نظر گرفته‌شده برای این سفر دریایی توسط ۴۰ فرد قطری که لباس‌های سنتی پوشیده‌بودند اداره می‌شد و به مقصد اصلی عمان و هند، به دور دریای عرب سفر می‌کرد. سفیر هند در قطر از این سفر سیاحتی با عنوان نقطهٔ عطف روابط دوجانبهٔ دو کشور یاد کرد.

### گردهمایی هنر کتارا
در سال ۲۰۱۴ یک گردهمایی گفتگوی دو روزه با موضوع هنر در کتارا برپا شد. این گردهمایی که یک رویداد سالانه است، میزبان پژوهش‌گران داخلی و بین‌المللی بود که در مورد موضوعاتی نظیر تاریخ هنر عرب و گروه‌های هنری عرب سخنرانی کردند.

### اپرای آیدا
در اکتبر ۲۰۱۲ رویدادی به میزبانی تماشاخانهٔ کتارا برگزار شد که شامل اجرای اپرای کلاسیک آیدا اثر جوزپه وردی بود. این رویداد نخستین اپرای اجراشده در قطر بود. ارکستر فیلارمونیک قطر نیز در کنار دست‌کم ۸۰ خواننده و ۳۵ بازیگر در این اپرا حضور داشتند.

## ترابری
ایستگاه متروی زیرزمینی کتارا در حال حاضر در دست احداث است و در طول فاز اول احداث، افتتاح خواهد شد. این ایستگاه پس از اتمام عملیات ساخت و ساز، بخشی از خط قرمز شمالی متروی دوحه خواهد بود.